# Azodicarbonsäuredimethylester
Azodicarbonsäuredimethylester ist eine chemische Verbindung.

## Synthese
Azodicarbonsäuredimethylester wurde erstmals 1913 von Otto Diels und Max Paquin hergestellt. Diese gewannen es aus dem Dimethyl-1,2-hydrazindicarboxylat durch Oxidation mit Salpetersäure in Chloroform.

## Eigenschaften
Azodicarbonsäuredimethylester ist hochexplosiv. Nimmt man es in porösen Materialien auf, verpufft es wie Schießbaumwolle. In Wasser löst er sich schwer, zersetzt sich aber dabei aber schon bei Raumtemperatur langsam. Dabei bilden sich Hydrazoester, Kohlensäure und Spuren von Stickstoffwasserstoffsäure.